# Homoeosoma miguelensis
Homoeosoma miguelensis é uma espécie de insetos lepidópteros, mais especificamente de traças, pertencente à família Pyralidae.
A autoridade científica da espécie é Meyer, Nuss & Speidel, tendo sido descrita no ano de 1997.
Trata-se de uma espécie presente no território português.